# 先知撒母耳街
先知撒母耳街 (英语 Shmuel HaNavi Street) 是耶路撒冷中北部的一条主要道路。它始于圣乔治街，止于果尔达·梅厄大道。

## 名称
这条街得名于先知撒母耳（公元前11世纪），他是圣经中最后一任士師，以色列王国的扫罗 和大卫 两位国王都是由他膏立。
先知撒母耳街经过以色列之家（Beit Yisrael）、Bukharim、Arzei HaBira、先知撒母耳（Shmuel HaNavi）、Sanhedria 和 Gush 80等社区。这条街拥有大量的哈雷迪猶太教人口，设有犹太会堂、许多哈雷迪学校、叶史瓦和女子宗教学校。
沿着先知撒母耳街的延长线继续向北，可以到达位于耶路撒冷城外最高山峰顶上的撒母耳墓。

## 历史

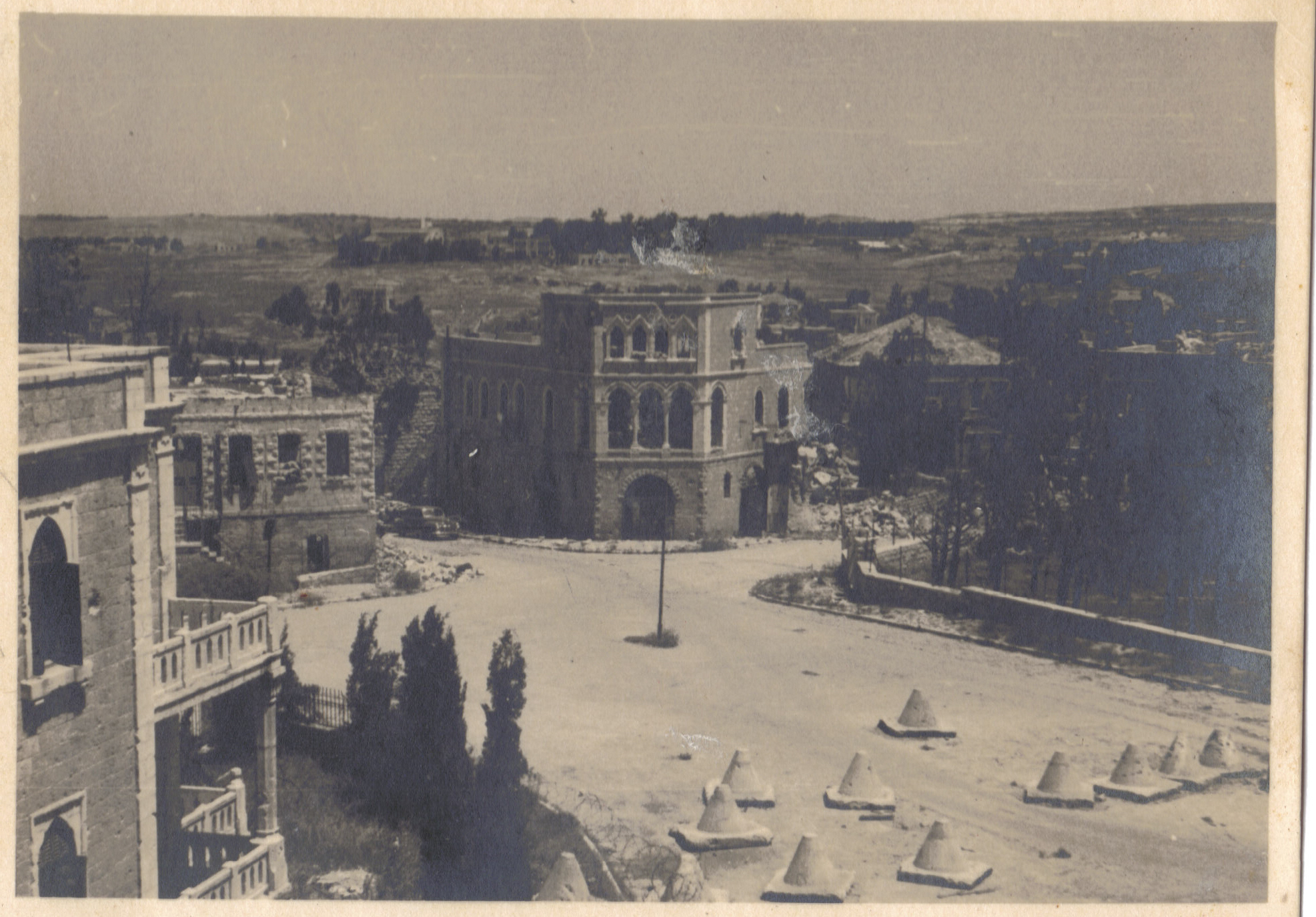
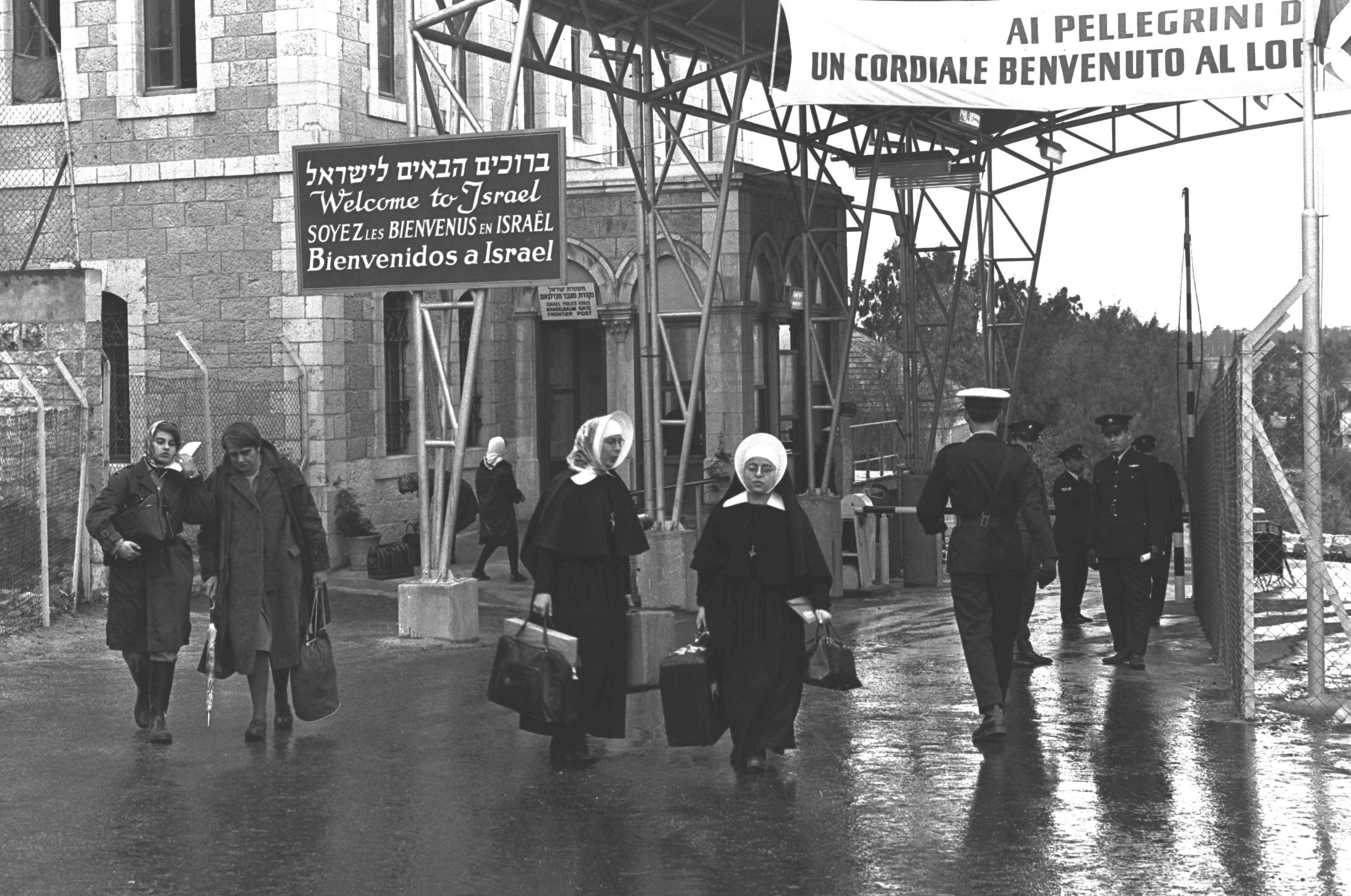
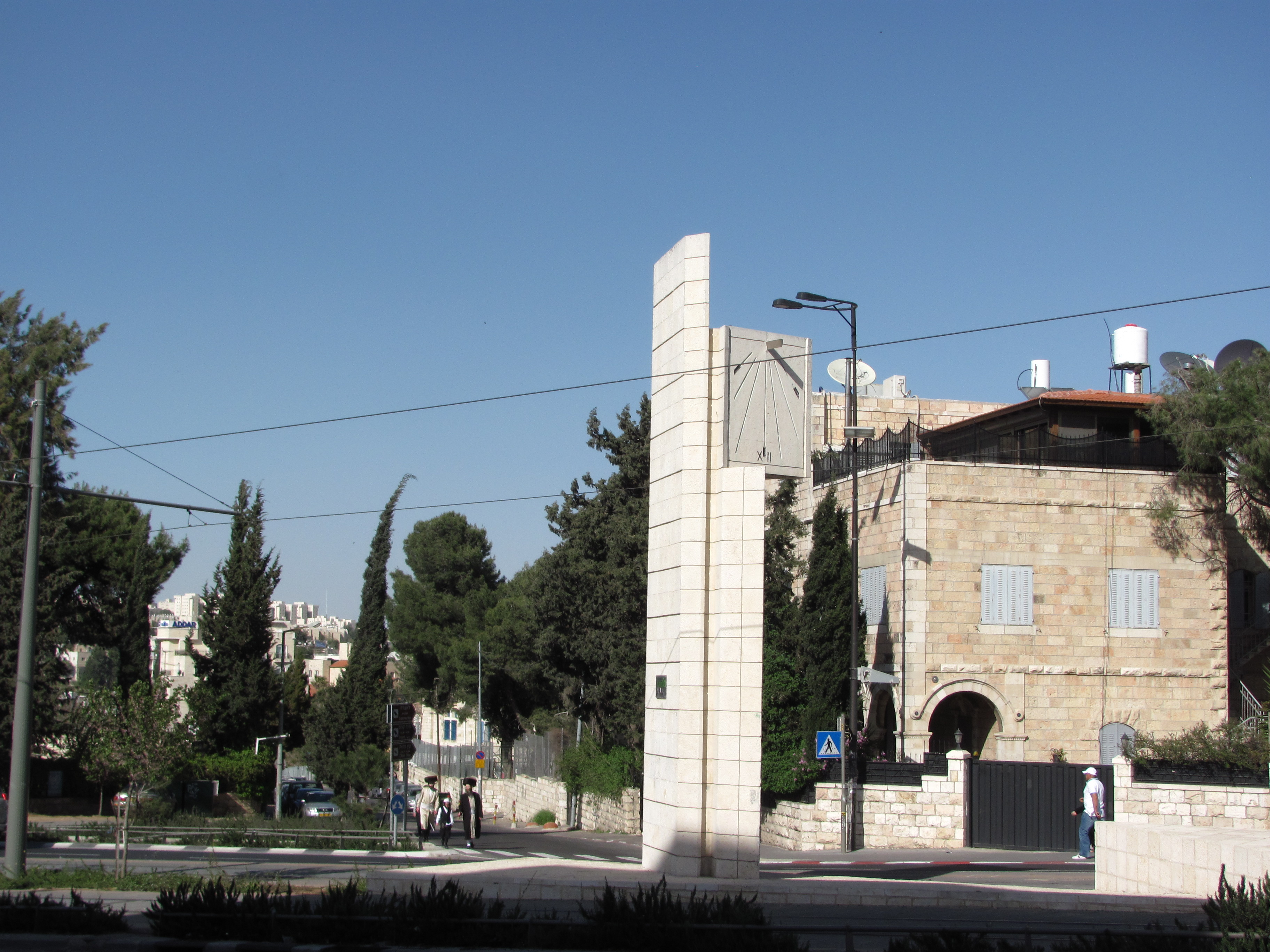

## 地标

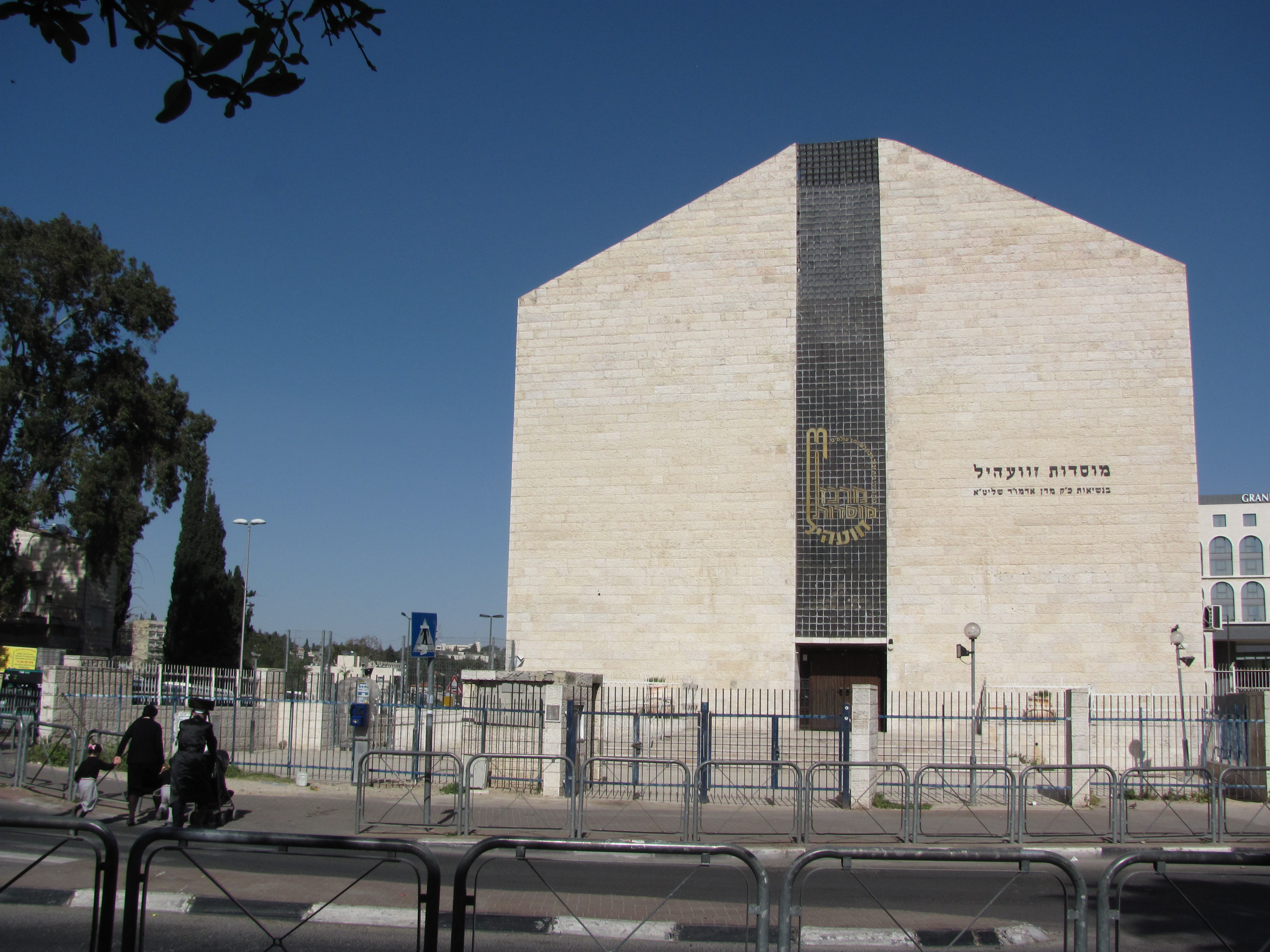
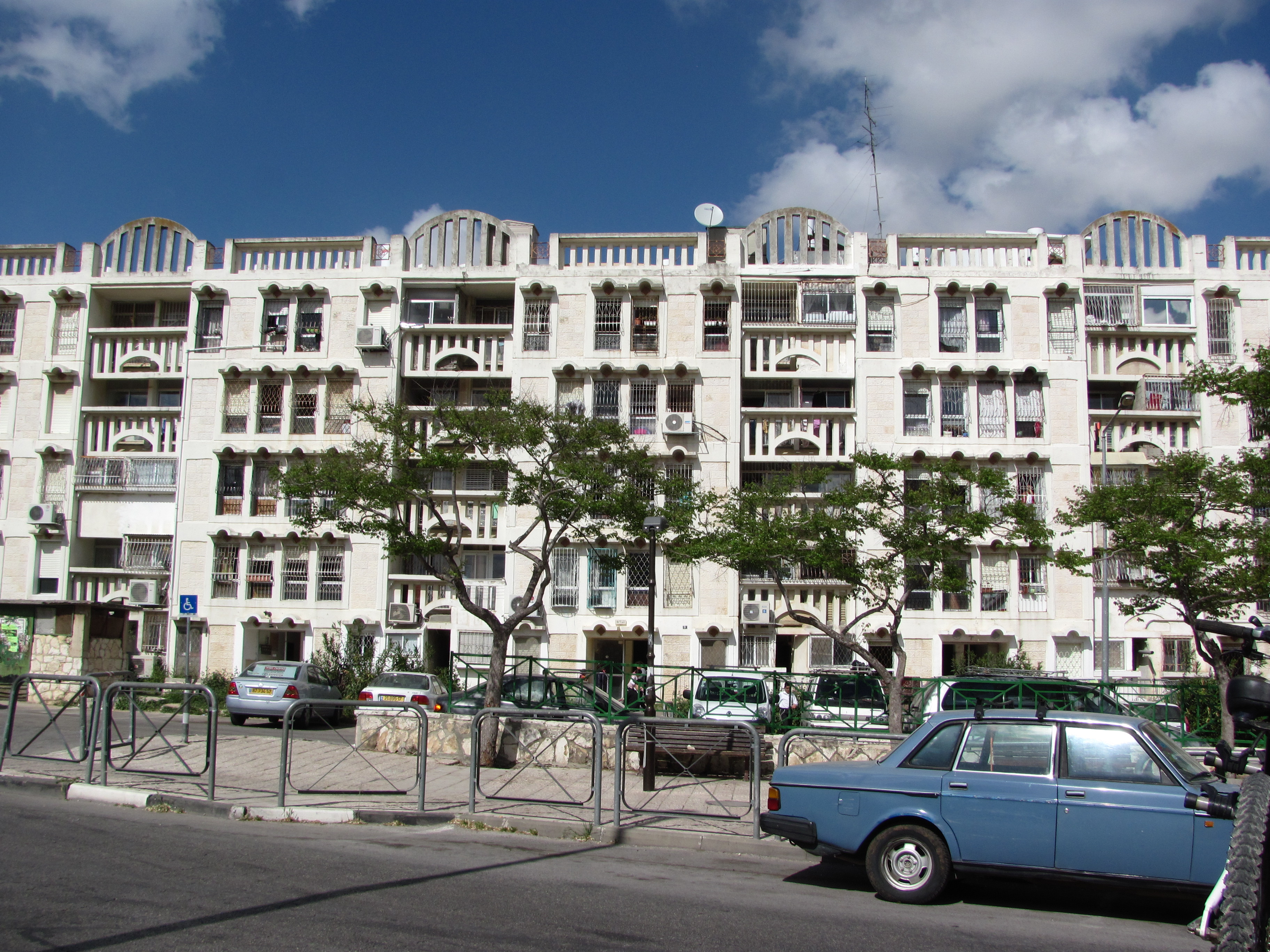
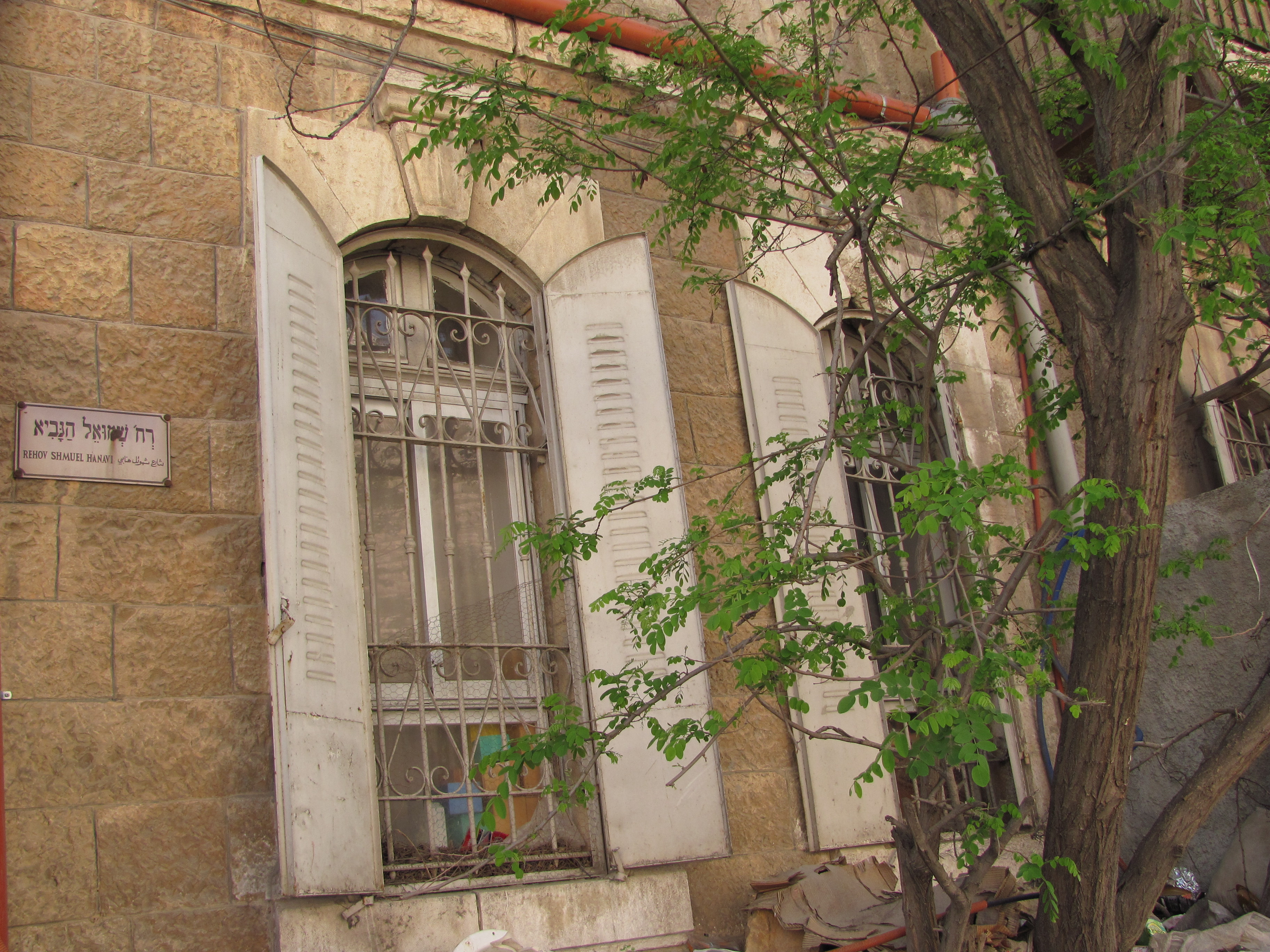